# Cauloramphus japonicus
Cauloramphus japonicus är en mossdjursart som beskrevs av Silén 1941. Cauloramphus japonicus ingår i släktet Cauloramphus och familjen Calloporidae. Inga underarter finns listade i Catalogue of Life.